# Quint Petil·li Espurí
Quint Petil·li Espurí (en llatí: Quintus Petillius Spurinus) va ser un magistrat romà que va viure al segle ii aC. Formava part de la gens Petíl·lia d'origen plebeu.
Va ser pretor urbà l'any 181 aC i el van comissionar per reclutar tropes a causa de la guerra contra els lígurs. Es diu que durant el seu mandat es van descobrir els llibres de Numa Pompili a la finca d'un Luci Petil·li, encara que alguns autors donen un nom diferent. Espurí va obtenir els llibres i els va presentar al senat, que va decidir que no havien de ser llegits ni conservats i va ordenar cremar-los.
Va ser elegit cònsol l'any 176 aC amb Gneu Corneli Escipió Hispal i va morir en combat contra els lígurs.